# Teatro Real

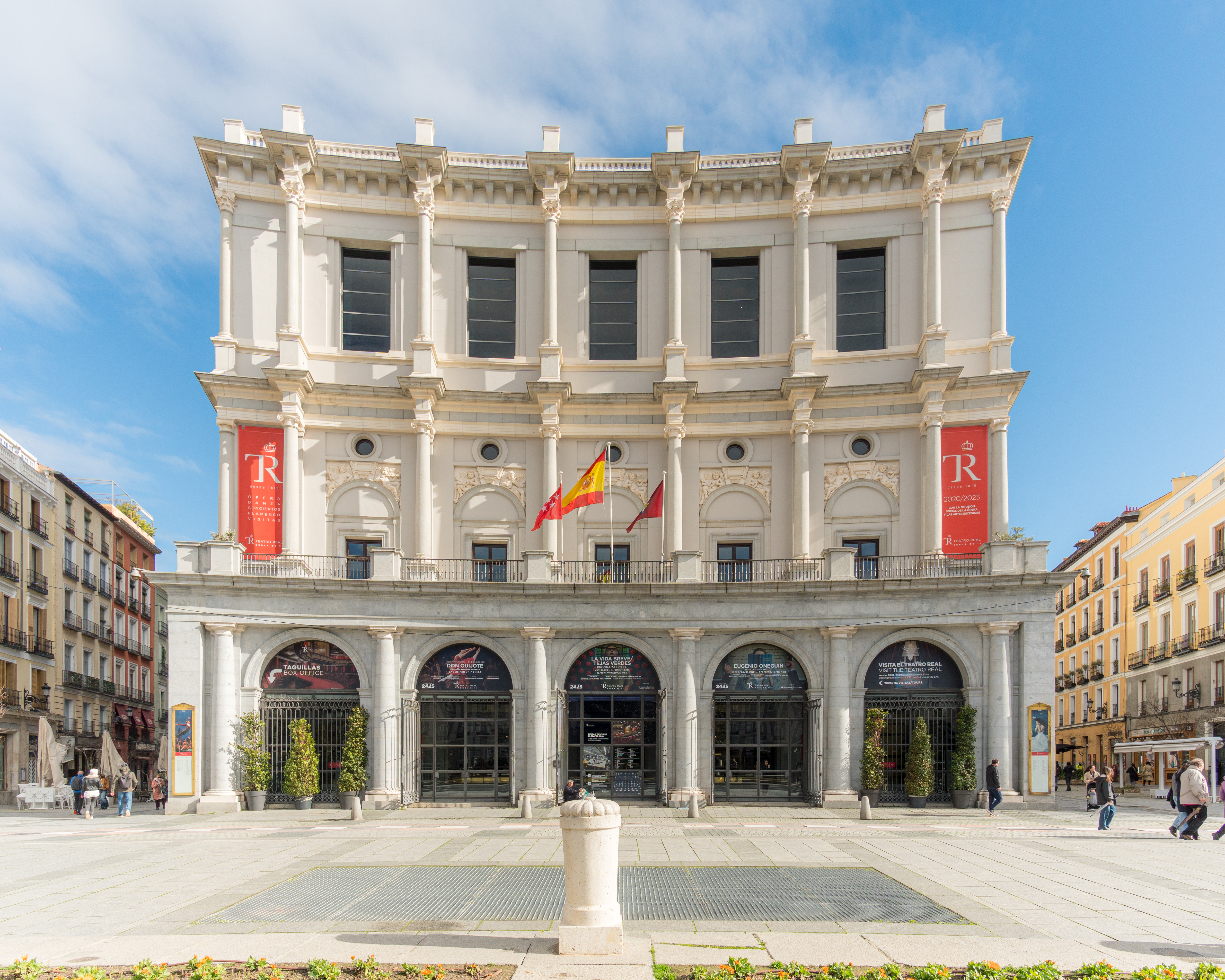
Teatro Real, Westfassade

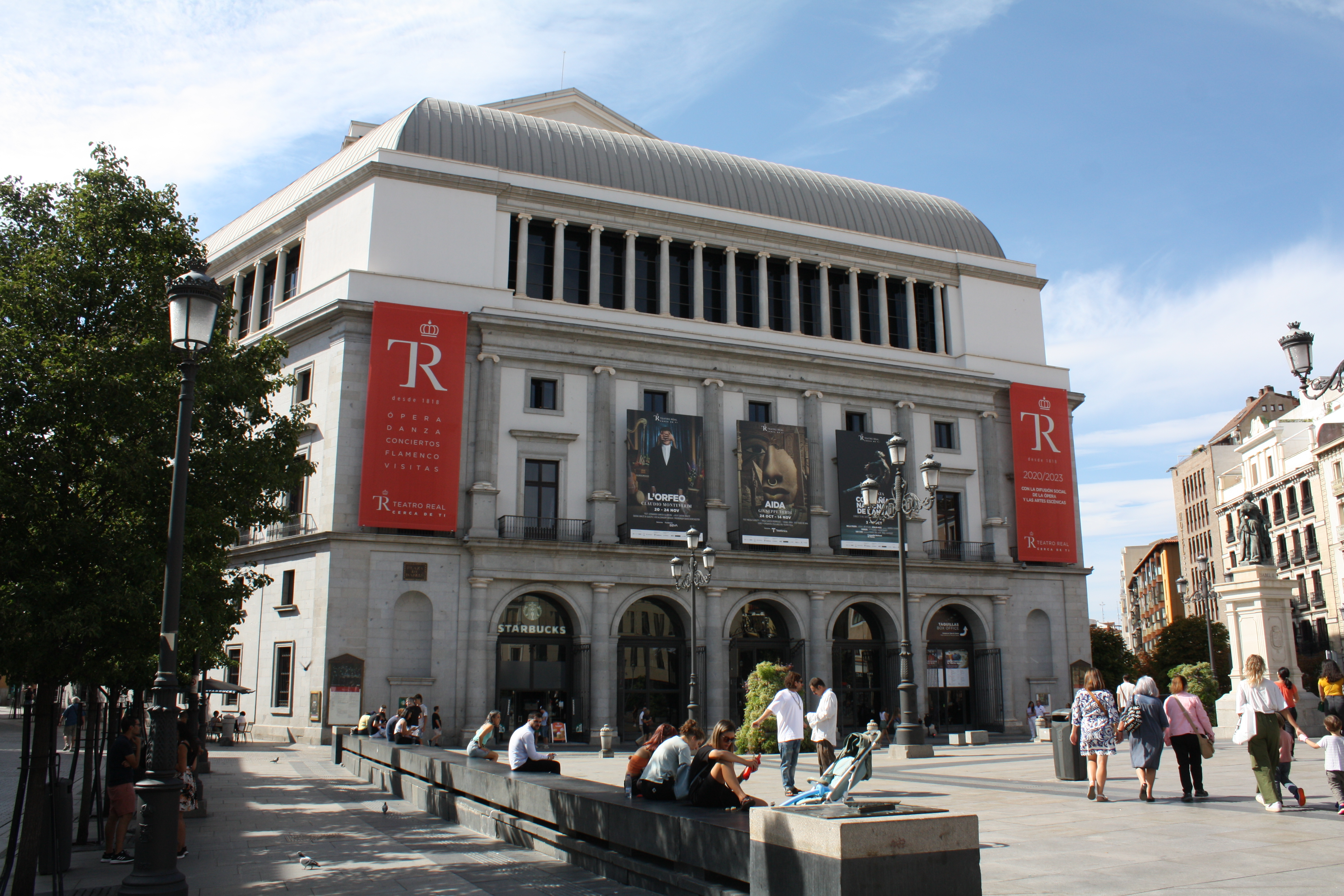
Teatro Real de Madrid, Ostansicht von der Plaza de Isabel II

Das Teatro Real (spanisch Königliches Theater) ist ein Opernhaus in Madrid.

## Geschichte

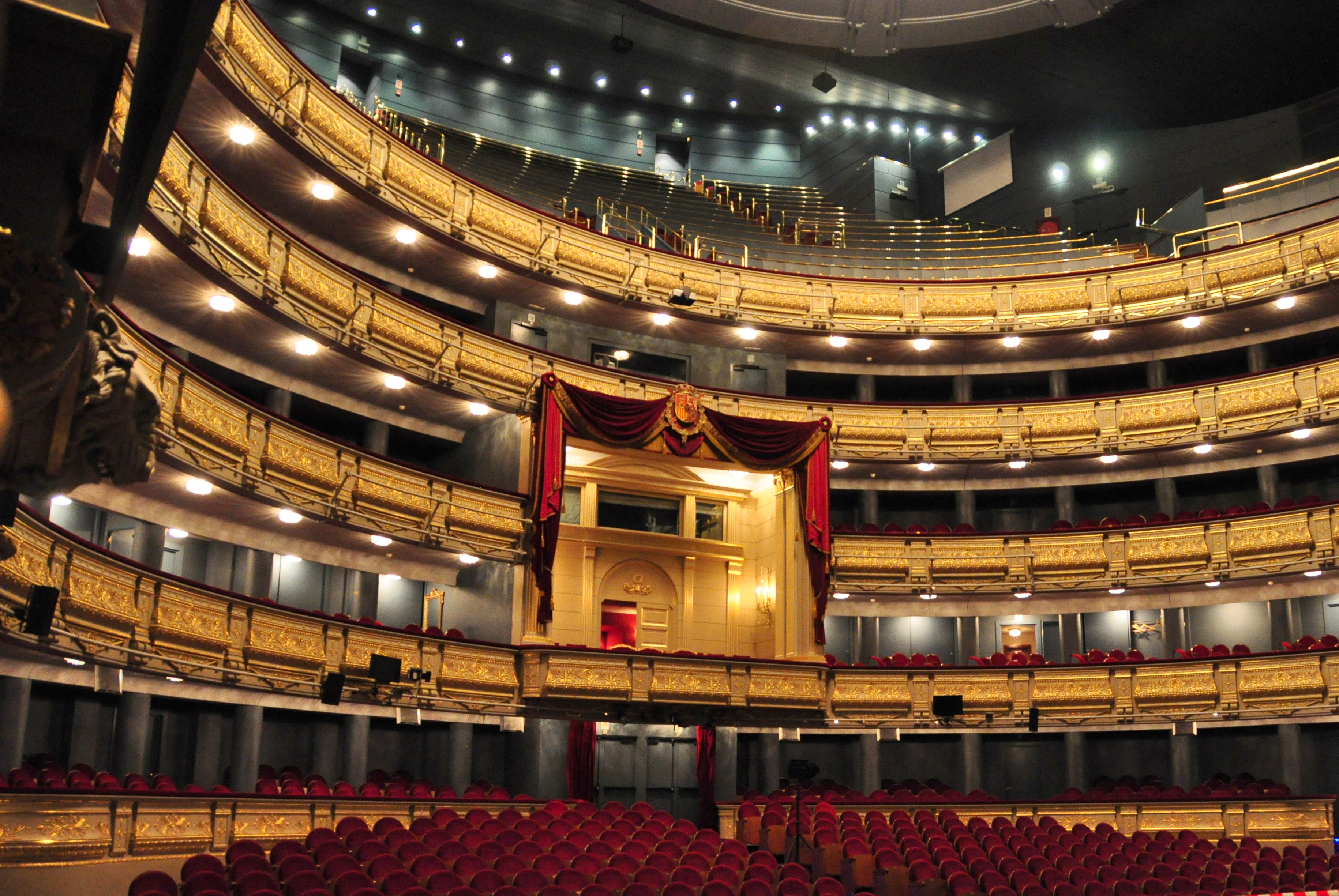
Zuschauerraum

Die Geschichte geht auf das Jahr 1818 zurück. Der Neubau in der Nähe des Palacio Real wurde am 19. November 1850 in Anwesenheit von Königin Isabella II. eröffnet, und zwar an der Stelle des früheren Opernhauses De los Caños del Peral, das 1818 abgerissen wurde. In den folgenden Jahrzehnten zählte das Haus zu den bedeutendsten Opernbühnen Europas, musste jedoch schon 1925 wegen Baufälligkeit geschlossen werden.
Nach jahrzehntelangem Dornröschenschlaf wurde das Teatro Real 1966 wiedereröffnet, jedoch zunächst als reines Konzerthaus ohne Bühnentechnik.
1969 fand hier der 14. Eurovision Song Contest statt.

## Modernisierung
1985 wurde durch das spanische Kultusministerium die Errichtung eines eigenen Opernhauses für Madrid beschlossen und die Rechtsform der Stiftung Teatro Lírico Nacional geschaffen. Als Aufführungsort der Opern diente zunächst das Teatro de la Zarzuela.
Nach mehrjähriger Umbauzeit wurde das Teatro Real 1997 wieder eröffnet und versucht seither, an alte Glanzzeiten anzuknüpfen.
Das Theater mit dem unregelmäßigen sechseckigen Grundriss besitzt 1748 Sitzplätze (mit Orchestersitzen: 1854). Es wird an ca. 100 Spieltagen im Jahr im Stagionesystem bespielt. Als Orchester dient das Orquesta Sinfónica de Madrid.
Im Zuge der 2008 mit dem Platzen einer Immobilienblase einsetzenden spanischen Wirtschaftskrise, die eine Sanierung der öffentlichen Haushalte erforderlich machte, wurden die Subventionen für das Opernhaus stark gekürzt: Innerhalb von fünf Jahren (2011–2016) sank ihr Anteil am Budget des Hauses von 70 auf 30 Prozent. Die Haushaltlücken konnten durch ein Bündel von Maßnahmen gefüllt werden: Privatisierung von Chor, Ballett und Orchester, die selbstständige Unternehmen wurden, wobei die Ensemblemitglieder Anteilseigner wurden; Einwerbung von Sponsorengeldern, Merchandising sowie Vermietung von Räumlichkeiten des Hauses für Konferenzen und Kongresse.
Das Theater bietet Führungen in mehreren Sprachen an. Die Touren umfassen den Zuschauerraum, die Bühne, Werkstätten und Proberäume.

## Uraufführungen
- Tomás Bretón: Los amantes de Teruel (1889)
- Ruperto Chapí y Lorente: Margarita la Tornera (1909)
- Joan Lamote de Grignon: Hesperia (1909)
- Joaquín Turina: Jardín de Oriente (1923)
- Federico Moreno Torroba: La Virgen de Mayo (1925)
- Cristóbal Halffter: Don Quijote (2000)
- Philip Glass: The Perfect American (2013)
- Charles Wuorinen: Brokeback Mountain (2014)

## Titulardirigenten ab 1997
- García Navarro (1997–2001)
- Jesús López Cobos (2002–2010)
- Ivor Bolton (2015–2025)
- Gustavo Gimeno (2025– )

## Künstlerische Leiter ab 1995
- Stéphane Lissner (1995–1997)
- García Navarro (1997–2001, künstlerischer Leiter und Musikdirektor)
- Emilio Sagi (2001–2005)
- Antonio Moral (2005–2010)
- Gerard Mortier (2010–2013) (künstlerischer Berater, ab 2014)
- Joan Matabosch (2014– )